# Suur Antsulaid
Suur Antsulaid ist eine unbewohnte Insel, 210 Meter von der größten estnischen Insel Saaremaa entfernt. Die Insel liegt in der Landgemeinde Saaremaa im Kreis Saare. Die 3,6 Hektar große Insel gehört zum Nationalpark Vilsandi. Die Insel liegt in der Kiirassaare laht, einer Bucht im Nordwesten Saaremaas. 50 Meter westlich liegt die Insel Väike Antsulaid, die mit ihr zusammen die Antsulaid-Inseln bildet.